# Сорина, Татьяна Андреевна
Татьяна Андреевна Сорина (в девичестве — Алёшина; род. 13 апреля 1994, Краснотурьинск, Свердловская область) — российская лыжница, член женской сборной России по лыжным гонкам. Олимпийская чемпионка, серебряный призёр чемпионата мира 2021 в эстафете, серебряный призёр минитура Кубка мира по лыжным гонкам 2020/21 в Руке (Финляндия). На уровне чемпионата России пятикратная чемпионка страны (2016, 2021), серебряный призёр в 2017 году в эстафете в составе команды Тюменской области.
Является военнослужащей войск национальной гвардии Российской Федерации, имеет воинское звание «капитан».

## Спортивная карьера
На внутренних соревнованиях представляет Тюменскую область. Занимается лыжным спортом с семи лет, первый тренер — Табризова Оксана Яковлевна, в настоящее время тренируется под руководством своего супруга Егора Сорина.
На чемпионате мира среди юниоров 2015 года в Алма-Ате заняла 27-е место в дистанции 10 км свободным стилем и 17-е место в спринте. В 2017 году на чемпионате мира среди юниоров и молодежи до 23 лет в Солдатской лощине заняла 21-е место на дистанции 10 км свободным стилем, 17-е место в скиатлоне и 10-е место в спринте. Становилась победительницей всероссийских юниорских соревнований.
Дебютировала в Кубке Восточной Европы по лыжным гонкам в ноябре 2009 года на этапе в посёлке Вершина Теи и заняла 133-е место в классическом беге на 5 км, а так же 95-е и 85-е места в спринте. В ноябре 2014 года заняла восьмое место в спринте, впервые попав в первую десятку Кубка Восточной Европы. В сезоне 2016/17 шесть раз финишировала в первой десятке Кубка Восточной Европы проходившем в Красногорске, включая второе место в спринте, заняв в итоге десятое место в общем зачёте.
Свою первую гонку на Кубке мира провела в марте 2017 года в Драммене, заняв 45-е место в спринте. Набрала свои первые очки на Кубке мира в январе 2018 года в Дрездене, заняв 28-е место в спринте. Кубок мира по лыжным гонкам 2019/2020 пропустила в связи с рождением и уходом за ребёнком.
Участница зимней Универсиады 2019 года в Красноярске, где лучшим результатом стало четвёртое место в спринте.

## Результаты

### Олимпийские игры
| Олимпийские игры | Спринт | Командный спринт | 10 км раздельный старт | 7,5+7,5 км скиатлон | 30 км масс-старт | Эстафета |
| ---------------- | ------ | ---------------- | ---------------------- | ------------------- | ---------------- | -------- |
| 2022 Пекин       | —      | —                | 10                     | 11                  | 5                | 1        |

### Чемпионаты мира по лыжным видам спорта
| Чемпионат мира  | Спринт | Командный спринт | 10 км раздельный старт | 7,5+7,5 км скиатлон | 30 км масс-старт | Эстафета |
| --------------- | ------ | ---------------- | ---------------------- | ------------------- | ---------------- | -------- |
| 2021 Оберстдорф | 21     | —                | 5                      | 8                   | 9                | 2        |

## Личная жизнь
Замужем с 2019 года за тренером сборной России Егором Сориным. 11 марта 2020 года родила дочь Софию, 16 июня 2023 года родила сына Макара. Была замужем за биатлонистом Иваном Печёнкиным.

## Награды
- Орден Дружбы (25 февраля 2022 года) — за высокие спортивные достижения, волю к победе, стойкость и целеустремлённость, проявленные на XXIV Олимпийских зимних играх 2022 года в городе Пекине (Китайская Народная Республика)[9];
- Заслуженный мастер спорта России (2022).